# Somosierra (bergpas)
Somosierra is een bergpas in de Sierra de Guadarrama ten noorden van Madrid in Spanje. Het verbindt het noorden van de regio Madrid met het oosten van de provincie Segovia. Net ten zuiden van de pas ligt het dorp Somosierra met 116 inwoners.
De bergpas heeft een hoogte van 1434 meter en de autosnelweg A-1 kruist het gebied door een korte tunnel. Ook is er een 3895 meter lange spoorwegtunnel.
De A-1 is nabij Somosierra de hoogste autosnelweg van Europa met een hoogte van 1444 meter. In de buurt van de top hebben de Spaanse autoriteiten een onbemande rustplaats gemaakt voor Noord-Afrikaanse arbeiders die naar Frankrijk rijden om te voorkomen dat zij langs de weg stoppen.
De weg was vroeger een stuk dat geopend is door Napoleon als directe route naar Madrid. In 1808 leidde dit tot de Slag van Somosierra tussen Poolse en Spaanse legers.